# 塩化オスミウム(IV)
塩化オスミウム(IV)(Osmium(IV) chloride)または四塩化オスミウム(Osmium tetrachloride)は、オスミウムと塩素からなる無機化合物で、実験式はOsCl4である。2つの結晶形を持つ多形である。他のオスミウム複合体を合成するのに用いられる。

## 合成・構造・反応
金属オスミウムの塩素化の生成物として1909年に初めて報告された。この方法では、2つの形のうち、高温の形が形成される。
Os  +  2 Cl2  →  OsCl4
この赤黒い結晶は斜方晶であり、オスミウム中心は八面体配位し、OsCl6の端同士を共有して鎖状になっている。一方、酸化オスミウム(VIII)を塩化チオニルで還元すると、茶色の立方晶が得られる。
OsO4 + 4 SOCl2 → OsCl4 + 2 Cl2  +  4 SO2
酸化オスミウム(VIII)は塩酸に溶解し、ヘキサクロロオスミウムアニオンが生成する。
OsO4 + 10 HCl → H2OsCl6 + 2 Cl2  +  4 H2O